# Argentina en la Copa Mundial de Rugby de 2023
Los Pumas fueron una de las 20 naciones participantes de la Copa Mundial de Rugby de 2023, que se realizó en Francia por segunda vez.
En la décima participación argentina, alcanzó las semifinales pero perdió ante nueva Zelanda y jugo el tercer lugar que también perdió frente a la selección de Inglaterra

## Preparación
Para disputar The Rugby Championship 2023 y las dos pruebas de preparación, se anunció una lista de 48 jugadores. Argentina finalizó tercera, tras vencer a los Wallabies y caer ante los demás rivales.
Tras el campeonato los Pumas enfrentaron a los Springboks como despedida ante su público, fue derrota 13–24 en Buenos Aires y Cheika realizó la definición del plantel. Durante agosto se lesionó el pilar Nahuel Tetaz Chaparro, rotura del tendón de Aquiles de la pierna izquierda, debiendo ser reemplazado por Vivas.

### Europa
Argentina llegó a Portugal el 15 de agosto y se hospedaron en Vilamoura, el mismo lugar de preparación que eligió Daniel Hourcade para el mundial de Inglaterra 2015. Allí trabajaron la condición física, realizaron los entrenamientos finales y luego viajaron a Francia el 1 de septiembre.
Finalmente los Pumas jugaron contra España el 26 de agosto por el Centenario de la Federación Española de Rugby y ganaron 3–62. En esta prueba se lesionó Santiago Grondona, rompiéndose el ligamento cruzado anterior de la rodilla izquierda, debido al tiempo de recuperación quedó excluido y fue reemplazado por Oviedo.

## Plantel
El australiano Cheika (56 años) es el segundo técnico extranjero de los Pumas en una Copa del Mundo, tras el neozelandés Alex Wyllie que obtuvo el quinto puesto en Gales 1999. El cuerpo técnico se completa con los asistentes: Andrés Bordoy (entrenador de forwards), Felipe Contepomi (entrenador de ataque), Juan Fernández Lobbe (entrenador de scrum) y el neozelandés David Kidwell (entrenador de defensa).
La lista definitiva se anunció el 7 de agosto. En la prueba ante Japón se lesionó Matera y fue reemplazado por Paulos.
Las pruebas corresponden hasta antes del inicio del mundial y las edades a la fecha de la Final. En negrita los rugbistas titulares.

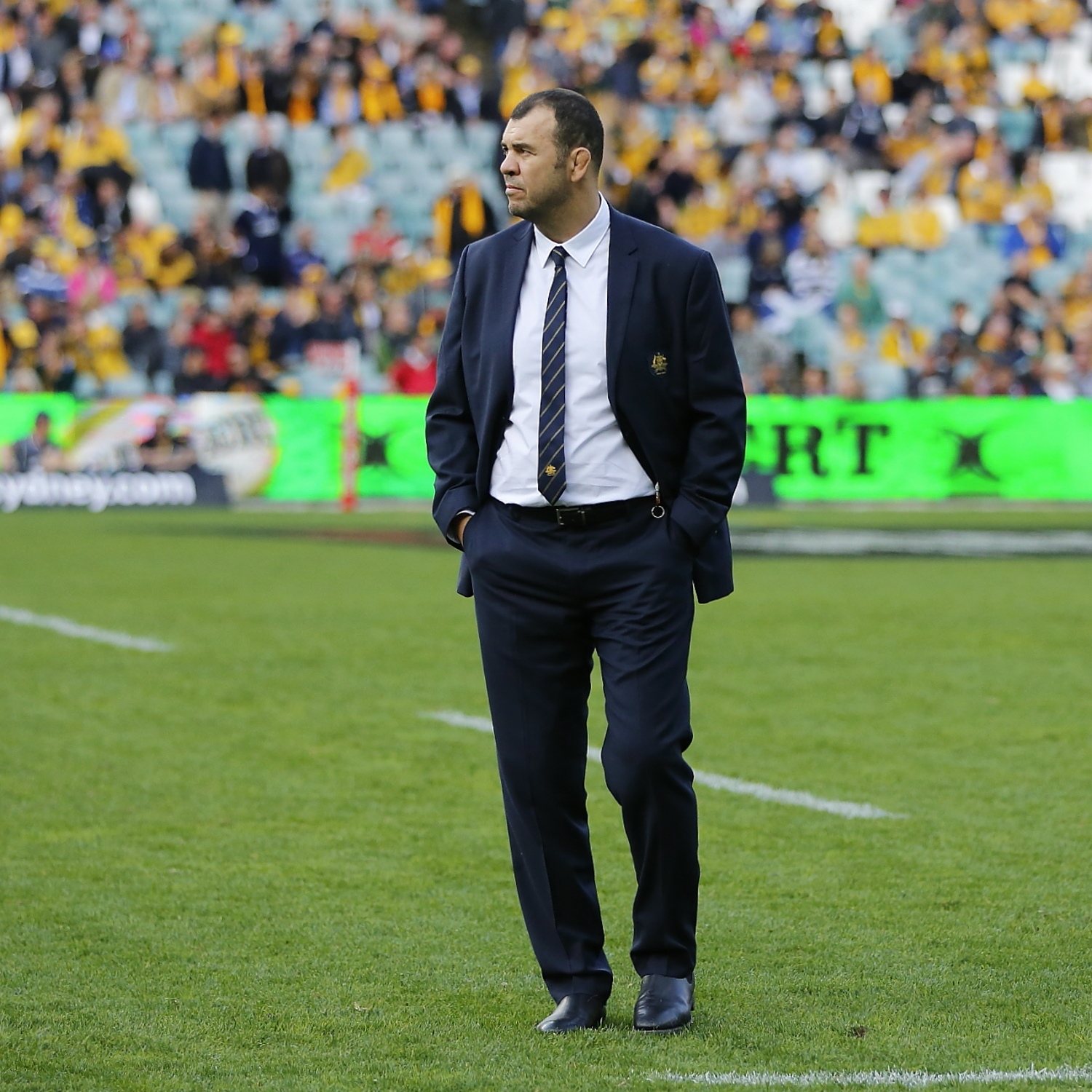
Michael Cheika es el entrenador en jefe.

Formación titular contra Samoa.

|                            | Jugador                | Edad    | Posición      | Pruebas | Equipo                                |
| -------------------------- | ---------------------- | ------- | ------------- | ------- | ------------------------------------- |
| Hookers y Pilares          |                        |         |               |         |                                       |
|                            | Eduardo Bello          | 27 años | Pilar         | 14      | Newcastle Falcons                     |
|                            | Agustín Creevy         | 38 años | Hooker        | 101     | Sale Sharks                           |
| 1                          | Thomas Gallo           | 24 años | Pilar         | 17      | Benetton Rugby Treviso                |
| 3                          | Francisco Gómez Kodela | 38 años | Pilar         | 31      | Lyon Olympique                        |
| 2                          | Julián Montoya         | 29 años | Hooker        | 89      | Leicester Tigers                      |
|                            | Ignacio Ruiz           | 22 años | Hooker        | 6       | London Irish                          |
|                            | Joel Sclavi            | 29 años | Pilar         | 12      | Stade Rochelais                       |
|                            | Mayco Vivas            | 25 años | Pilar         | 19      | Gloucester Rugby                      |
| Segundas líneas            |                        |         |               |         |                                       |
|                            | Matías Alemanno        | 31 años | Segunda línea | 87      | Gloucester Rugby                      |
| 5                          | Tomás Lavanini         | 30 años | Segunda línea | 82      | ASM Clermont Auvergne                 |
| 4                          | Guido Petti            | 28 años | Segunda línea | 75      | Union Bordeaux Bègles                 |
|                            | Lucas Paulos           | 25 años | Segunda línea | 12      | Club Athlétique Brive-Corrèze         |
| Alas y Octavos             |                        |         |               |         |                                       |
|                            | Rodrigo Bruni          | 30 años | Octavo        | 21      | Aviron Bayonnais                      |
| 6                          | Juan González          | 22 años | Ala           | 24      | Saracens                              |
| 8                          | Facundo Isa            | 30 años | Octavo        | 47      | Rugby Club Toulonnais                 |
| 7                          | Marcos Kremer          | 26 años | Ala           | 57      | ASM Clermont Auvergne                 |
|                            | Pablo Matera           | 30 años | Ala           | 95      | Mie Honda Heat                        |
|                            | Joaquín Oviedo         | 22 años | Ala           | 1       | Union Sportive Arlequins Perpignanais |
|                            | Pedro Rubiolo          | 20 años | Ala           | 5       | Newcastle Falcons                     |
| Medios scrums              |                        |         |               |         |                                       |
|                            | Lautaro Bazán Vélez    | 27 años | Medio scrum   | 7       | Rugby Rovigo Delta                    |
|                            | Gonzalo Bertranou      | 29 años | Medio scrum   | 53      | Dragons RFC                           |
| 9                          | Tomás Cubelli          | 34 años | Medio scrum   | 89      | Biarritz Olympique Pays Basque        |
| Aperturas y Centros        |                        |         |               |         |                                       |
| 10                         | Santiago Carreras      | 25 años | Apertura      | 35      | Gloucester Rugby                      |
| 12                         | Santiago Chocobares    | 24 años | Centro        | 14      | Stade Toulousain                      |
| 13                         | Lucio Cinti            | 23 años | Centro        | 16      | Saracens                              |
|                            | Matías Moroni          | 32 años | Centro        | 74      | Newcastle Falcons                     |
|                            | Jerónimo de la Fuente  | 32 años | Centro        | 76      | Union Sportive Arlequins Perpignanais |
|                            | Nicolás Sánchez        | 35 años | Apertura      | 98      | Stade Français Paris                  |
| Fullbacks y Wings          |                        |         |               |         |                                       |
| 14                         | Emiliano Boffelli      | 28 años | Wing          | 53      | Edinburgh Rugby                       |
|                            | Martín Bogado          | 25 años | Fullback      | 2       | Highlanders                           |
| 15                         | Juan Cruz Mallía       | 27 años | Fullback      | 26      | Stade Toulousain                      |
| 11                         | Mateo Carreras         | 23 años | Wing          | 11      | Newcastle Falcons                     |
|                            | Juan Imhoff            | 35 años | Wing          | 42      | Racing 92                             |
|                            | Rodrigo Isgró          | 24 años | Wing          | 2       | Argentina 7                           |
| Entrenador: Michael Cheika |                        |         |               |         |                                       |

## Participación
Argentina tiene su campamento base en La Baule-Escoublac y llegó el 1 de septiembre, siendo recibida por una comitiva de World Rugby liderada por Brian O'Driscoll. Integró el grupo D junto a Japón, la superpotencia Inglaterra, la físicamente dura Samoa y la debutante Chile.
El partido debut fue ante la Rosa, del técnico Steve Borthwick y los rugbistas: Dan Cole, Maro Itoje, el capitán Courtney Lawes, Alex Mitchell, la estrella George Ford y Jonny May. Pese a Inglaterra con 14 hombres por una expulsión, una Argentina sin coraje no pudo neutralizar a la estrella Ford y cayó 27–10.
Debido a su caída, los Pumas debieron vencer a todos los demás rivales y clasificaron segundos. Se obtuvo así, además, la clasificación para Australia 2027.

### Fase final
Los cuartos de final los cruzaron ante los Dragones rojos, ganadores del Grupo C y verdugos de los Wallabies, dirigidos por el neozelandés Warren Gatland y los alineados: Tomas Francis, Adam Beard, el capitán Jac Morgan, Gareth Davies, la estrella George North y Liam Williams.

## Legado
Será el último mundial para los históricos Creevy, Cubelli y Sánchez.
Durante el campeonato, Creevy superó a Mario Ledesma y se convirtió en el argentino con más partidos en la historia del mundial. Sánchez hizo lo mismo, superando a Gonzalo Quesada como el argentino con más puntos anotados.
| Predecesor: Japón 2019 | Argentina en la Copa Mundial de Rugby Francia 2023 | Sucesor: Australia 2027 |